# Nordstern (Schiff, 1939)
Die Nordstern war ein ursprünglich Minos genanntes Frachtschiff der Reederei D. G. „Neptun“ aus Bremen, das im Zweiten Weltkrieg von der Kriegsmarine requiriert und zunächst zum Lazarettschiff umgebaut, dann aber als Navigations-Schulschiff eingesetzt wurde. Es sank am 6. Oktober 1944 nach Torpedotreffer in der Ostsee.

## Bau und technische Daten
Das Motorschiff lief am 4. März 1939 bei der Schiffbau-Gesellschaft „Unterweser“ in Wesermünde mit der Baunummer 270 vom Stapel und erhielt den Namen Minos. Es war 76,50 lang und 10,57 m breit, hatte 4,08 m Tiefgang und war mit 1127 BRT vermessen. Zwei Sechs-Zylinder-Viertakt-Schiffsdiesel von MAN mit zusammen 1020 PS ermöglichten über zwei Schrauben eine Marschgeschwindigkeit von 12 Knoten.

## Laufbahn
Das für den Rhein-See-Verkehr konzipierte Schiff wurde nach erfolgreicher Probefahrt am 26. Juni 1939 von der D. G. „Neptun“ in Dienst gestellt und machte mehrere Reisen nach Portugal und Spanien. Von seiner letzten Vorkriegsreise kehrte es am 25. August 1939 nach Rotterdam zurück und lief von dort nach Kriegsbeginn nach Wesel, das am 3. Oktober 1939 erreicht wurde.
Im Juni 1940 wurde die Minos von der Kriegsmarine erfasst und in Vorbereitung für das Unternehmen Seelöwe, die geplante Invasion Englands, beim Bremer Vulkan zum Lazarettschiff mit 103 Betten umgebaut und am 3. September 1940 in Dienst gestellt. Als dieses Unternehmen im Spätherbst 1940 stillschweigend aufgegeben wurde, wurde das Schiff am 21. November 1940 mit dem neuen Namen Minna dem Torpedoerprobungskommando (TEK) als Zielschiff zugewiesen. Nach erneutem Umbau auf der Köhlbrandwerft in Hamburg wurde das Schiff am 11. November 1942 mit dem neuen Namen Nordstern als Navigations-Schulschiff der Navigationsschule in Gotenhafen zugeteilt.
Beim deutschen Rückzug von der umkämpften Insel Saaremaa (deutsch: Ösel) im Oktober 1944 wurde die Nordstern zur Evakuierung estnischer Flüchtlinge eingesetzt. Sie und ihr Schwesterschiff Nautik liefen am 3. Oktober den Hafen Roomassaare von Kuressaare an, wo sie jeweils etwa 600 estnische Flüchtlinge, mehrheitlich Frauen und Kinder, aufnahmen. Am frühen Morgen des 4. Oktober liefen sie nach Windau, wo eine kleinere Anzahl lettischer Flüchtlinge sowie sowjetischer Kriegsgefangene an Bord kamen. Am Abend des 5. Oktober liefen sie mit einem Begleitschiff der Kriegsmarine von dort aus, um nach Memel zu fahren. Bei der Weiterfahrt nach Gotenhafen am 6. Oktober erhielt die Nordstern um 10:05 Uhr westlich von Memel zwei Torpedotreffer mittschiffs, abgeschossen vom sowjetischen U-Boot ShCh-407. Das Schiff brach in zwei Teile und sank innerhalb von weniger als fünf Minuten auf Position 55° 46′ N, 19° 45′ O in etwa 70 m Wassertiefe. Die Nautik stoppte, wich dabei zwei auf sie abgeschossenen Torpedos aus und rettete eine Anzahl Überlebender, aber mehr als 500 Menschen kamen ums Leben. 625 Menschen sollen an Bord gewesen sein, und lediglich zwischen 51 und 94 (je nach Quelle) Überlebende wurden gerettet.